# Fusillade de l'université d'État de Perm
La fusillade de l'université d'État de Perm est une tuerie en milieu scolaire qui s'est produite le 20 septembre 2021, en Russie.
Vers 11 h, le tireur présumé, Timour Bekmansourov, âgé de 18 ans et étudiant de l'université, pénètre dans le périmètre de l'université, ouvre le feu et fait six morts, et au moins vingt-huit blessés.
Le motif de la fusillade est pour le moment inconnu.

## Contexte
La fusillade a eu lieu environ quatre mois après la fusillade de l'école de Kazan à Kazan, en Russie, au cours de laquelle neuf personnes ont été tuées. Dans la foulée, l'âge légal pour acheter une arme à feu en Russie a été augmenté de 18 à 21 ans, mais la loi n'était pas encore en vigueur au moment de la fusillade de l'Université d'État de Perm.

## Fusillade
Alors que l'université compte 12 000 étudiants inscrits, seulement 3 000 personnes se trouvaient sur le campus au moment de la fusillade. Le tireur a été suivi par une caméra de sécurité qui le montre se dirigeant vers l'université à 11 heures du matin avec un fusil de chasse. Des séquences vidéo à l'extérieur de l'école ont été publiées sur les réseaux sociaux ; elles semblent montrer des étudiants s'échappant par les fenêtres de la classe et le tireur marchant à l'extérieur du bâtiment.

## Auteur
Avant la fusillade, l'agresseur a publié une image de lui-même sur un compte du réseau social VK avec un fusil de chasse, un casque et des munitions. Il a sous-titré la photo avec la déclaration suivante : « J'y pense depuis longtemps, ça fait des années et j'ai réalisé que le moment était venu de faire ce dont je rêvais ». Dans le message, le tireur présumé s'est dit « débordant de haine » et a précisé : « Ce qui s'est passé n'est pas un attentat terroriste (du moins d'un point de vue juridique). Je ne suis pas membre d'une organisation extrémiste, je suis non religieux et apolitique. Personne ne savait ce que j'allais faire, j'ai réalisé toutes ces actions moi-même. »
Le tireur a utilisé une arme conçue pour tirer des projectiles en caoutchouc ou en plastique non létaux, pouvant être modifiée pour tirer d'autres types de munitions. Un porte-parole de la Garde nationale russe a déclaré aux journalistes que le suspect possédait aussi, légalement, un fusil pour la chasse.

## Réaction des autorités
Le président russe Vladimir Poutine exprime ses condoléances et envoie le ministre des Sciences et de l'Enseignement supérieur Valéri Falkov (en) et le ministre de la Santé Mikhaïl Mourachko dans le kraï de Perm. Il est annoncé par la suite que les familles des personnes tuées ou blessées lors de la fusillade recevront une compensation financière.
Le 21 septembre 2021 est déclaré jour de deuil dans le kraï de Perm.